# Om Prakash Chautala

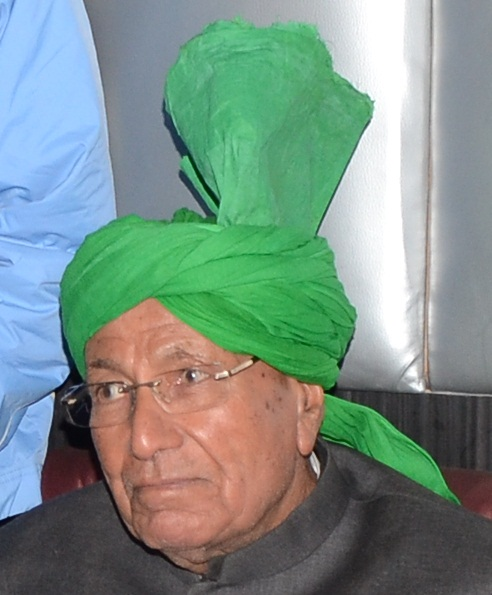
Om Prakash Chautala (2011)

Om Prakash Chautala (Hindi ओमप्रकाश चौटाला; * 1. Januar 1935 in Chautala, Distrikt Sirsa, Punjab, Britisch-Indien; † 20. Dezember 2024 in Gurugram) war ein indischer Politiker der Janata Party, der Janata Dal (JD) sowie der Indian National Lok Dal (INLD), der Mitglied der Rajya Sabha, des Oberhauses der indischen Parlaments, sowie viermal Chief Minister von Haryana war.

## Leben
Om Prakash Chautala, ein Sohn von Devi Lal, der zwischen 1977 und 1979 sowie erneut von 1987 bis 1989 selbst Chief Minister von Haryana war, besuchte die Schule bis zur zehnten Klasse. Er war zwischen 1970 und 1973 Mitglied der Legislativversammlung (Legislative Assembly) des Bundesstaates Haryana gewählt und gehörte dieser bis 1973 an. Er war zwischen 1977 und 1980 Generalsekretär der Janata Party und wurde am 14. August 1987 als Vertreter von Haryana Mitglied der Rajya Sabha, des Oberhauses der indischen Parlaments, und gehörte dieser bis zum 9. April 1990 an.
Als Nachfolger seines Vaters Devi Lal wurde Om Prakash Chautala am 2. Dezember 1989 erstmals Chief Minister von Haryana und bekleidete dieses Amt bis zum 21. Mai 1990, woraufhin Banarsi Das Gupta sein Nachfolger wurde. Wenige Wochen später löste er am 12. Juli 1990 Banarsi Das Gupta als Chief Minister wieder ab und hatte dieses Amt bis zu seiner Ablösung durch Hukam Singh allerdings nur vier Tage später am 16. Juli 1990 inne. Er wurde zum dritten Mal Chief Minister von Haryana, als er am 23. März 1991 Hukam Singh ablöste. Dieses Mal bekleidete er wiederum nur knapp zwei Wochen bis zum 5. April 1991, woraufhin eine sogenannte Präsidialregierung (President’s rule) eingesetzt wurde. 1998 wurde er Vorsitzender der Indian National Lok Dal (INLD), die 1996 von seinem Vater Devi Lal als Haryana Lok Dal (HLD) gegründet wurde.
Zuletzt übernahm er am 24. Juli 1999 von Bansi Lal zum vierten Mal das Amt als Chief Minister von Haryana. Bei den Wahlen zur Legislativversammlung am 3. Februar 2005 gewann der Indische Nationalkongress (INC) 67 der 90 Sitze, während die Indian National Lok Dal (INLD) von Chief Minister Om Prakash Chautala nur neun Sitze erhielt. Die Bharatiya Janata Party (BJP) gewann zwei und die Bahujan Samaj Party (BSP) sowie die Nationalist Congress Party (NCP) jeweils ein Mandat, während unabhängige und parteilose Kandidaten insgesamt zehn Sitze gewannen. Am 27. Februar 2005 kündigte Chautala daraufhin seinen Rücktritt an, woraufhin Bhupinder Singh Hooda vom INC am 5. März 2005 neuer Chief Minister wurde.
Aus seiner Ehe mit Sneh Lata gingen zwei Söhne und drei Töchter hervor, darunter Ajay Singh Chautala, der unter anderem Mitglied von Lok Sabha und Rajya Sabha sowie zwischen 2001 und 2013 Präsident der Table Tennis Federation of India (TTFI) war, sowie Abhay Singh Chautala, der seit 2009 Mitglied der Legislativversammlung von Haryana ist sowie zwischen 2012 und 2014 Präsident der Indian Olympic Association (IOA) war.